# Mourgliana conspicua
Mourgliana conspicua là một loài bọ cánh cứng trong họ Cerambycidae.